# Adrian Adrianszen
Adrian Adrianszen (død i 1650) var en hollandsk bygmester, som sluttede kontrakt med Andreas Clausen om opførelsen af vestgavlen på Haderslev Domkirke, medens han alene havde ansvaret for den samtidige forhal med svungen, sandstensprydet gavl, som stod fuldført i efteråret 1651.